# Vojenský štáb Evropské unie
Vojenský štáb Evropské unie (anglicky European Union Military Staff, francouzsky État-major de l'Union européenne, německy Militärstab der Europäischen Union) je trvalý vojensko-politický orgán Evropské unie, působící v rámci Společné zahraniční a bezpečnostní politiky pod vedením Vojenského výboru Evropské unie. Sídlí v Bruselu a v jeho čele stojí rakouský generálporučík Wolfgang Wosolsobe.